# TFF 1. Lig 2015/16
Die PTT 1. Lig 2015/16 war die 53. Spielzeit der zweithöchsten türkischen Spielklasse im Fußball der Männer sein. Sie begann im August 2015 mit dem 1. Spieltag und endete am 27. Mai 2016 mit dem Play-off-Finale zwischen Multigroup Alanyaspor gegen Adana Demirspor.

## Teilnehmer
Zu Saisonbeginn waren zu den von der vorherigen Saison verbleibenden 12 Mannschaften, die drei Absteiger aus der erstklassigen Süper Lig Kayseri Erciyesspor, Balıkesirspor, Kardemir Karabükspor und die drei Aufsteiger aus der drittklassigen TFF 2. Lig 1461 Trabzon, Göztepe Izmir, Yeni Malatyaspor hinzugekommen.
Der Erstligaabsteiger Kayseri Erciyesspor kehrte damit nach zweijähriger Erstligazugehörigkeit wieder in die 1. Lig zurück, wohingegen Kardemir Karabükspor nach siebenjähriger und Balıkesirspor nach einjähriger Erstligazugehörigkeit wieder an der zweithöchsten türkischen Spielklasse teilnahmen. Der Aufsteiger Göztepe Izmir kehrte als Drittligameister nach zweijähriger, Yeni Malatyaspor als Drittligameister nach 15-jähriger und 1461 Trabzon als Play-off-Sieger nach einjähriger Abstinenz wieder in die TFF 1. Lig zurück.
| Altınordu, Göztepe, Karşıyaka SK |

| Gaziantep BB |

| Boluspor |

| Elazığspor |

| Giresunspor |

| Yeni Malatyaspor |

| Kayseri Erciyesspor |

| Adanaspor, Adana Demirspor |

| Kardemir Karabükspor |

| Balıkesirspor |

| Şanlıurfaspor |

| Denizlispor |

| 1461 Trabzon |

| Samsunspor |

| Alanyaspor |

### Mannschaften 2015/16
| Mannschaft                       | Stadt       | Gründung | In der Liga seit | Letzte Saison | Zweitligaspielzeiten |
| -------------------------------- | ----------- | -------- | ---------------- | ------------- | -------------------- |
| Kardemir Karabükspor (Absteiger) | Karabükspor | 1969     | 2015             | 16. 1         | 26                   |
| Kayseri Erciyesspor (Absteiger)  | Kayseri     | 1966     | 2015             | 17. 1         | 10                   |
| Balıkesirspor (Absteiger)        | Balıkesir   | 1966     | 2015             | 18. 1         | 25                   |
| Adana Demirspor                  | Adana       | 1940     | 2012             | 4.            | 27                   |
| Adanaspor                        | Adana       | 1954     | 2008             | 14.           | 26                   |
| Alanyaspor                       | Alanya      | 1948     | 2014             | 3.            | 10                   |
| Altınordu Izmir                  | Izmir       | 1923     | 2014             | 7.            | 24                   |
| Boluspor                         | Bolu        | 1965     | 2007             | 11.           | 22                   |
| Denizlispor                      | Denizli     | 1966     | 2010             | 15.           | 31                   |
| Elazığspor                       | Elazığ      | 1967     | 2014             | 12.           | 26                   |
| Gaziantep BB                     | Gaziantep   | 1998     | 2005             | 13.           | 15                   |
| Giresunspor                      | Giresun     | 1967     | 2014             | 10.           | 27                   |
| Karşıyaka SK                     | Izmir       | 1912     | 2004             | 9.            | 33                   |
| Samsunspor                       | Samsun      | 1965     | 2012             | 6.            | 21                   |
| Şanlıurfaspor                    | Şanlıurfa   | 1969     | 2012             | 8.            | 19                   |
| Göztepe Izmir (Aufsteiger)       | Izmir       | 1925     | 2015             | 1. 2          | 24                   |
| Yeni Malatyaspor (Aufsteiger)    | Malatya     | 1986     | 2015             | 1. 2          | 2                    |
| 1461 Trabzon (Aufsteiger 3)      | Trabzon     | 2008     | 2015             | 4. 2          | 3                    |

## Besondere Vorkommnisse
- Der Aufsteiger Yeni Malatyaspor unterschrieb im Dezember 2015 mit dem Lebensmittelkonzern Alima ein Name-Sponsoringvertrag über eineinhalb Jahre. Danach wird der Klub für die Vertragsdauer den Firmennamen in seinem Vereinsnamen mitführen und demzufolge Alima Yeni Malatyaspor heißen.[5]

- Elazığspor unterschrieb im September 2015 mit dem Bau- und Immobilienunternehmen Vartaş einen Name-Sponsoringvertrag. Danach wird der Klub neben der Trikotwerbung auch für die Vertragsdauer den Firmennamen in seinem Vereinsnamen mitführen und demzufolge Vartaş Elazığspor heißen.[6]

- Alanyaspor unterschrieb im Dezember 2015 mit dem Unternehmen Multigroup einen Sponsoringvertrag. Danach wird der Klub neben der Trikotwerbung auch für die Vertragsdauer den Firmennamen in seinem Vereinsnamen mitführen und demzufolge Multigroup Alanyaspor heißen.[7]

## Statistiken

### Abschlusstabelle
| Pl. | Verein                     | Sp. | S  | U  | N  | Tore    | Diff. | Punkte |
| --- | -------------------------- | --- | -- | -- | -- | ------- | ----- | ------ |
| 1.  | Adanaspor                  | 34  | 20 | 5  | 9  | 053:360 | +17   | 65     |
| 2.  | Kardemir Karabükspor (A)   | 34  | 17 | 11 | 6  | 041:270 | +14   | 62     |
| 3.  | Multigroup Alanyaspor      | 34  | 17 | 10 | 7  | 060:380 | +22   | 61     |
| 4.  | Adana Demirspor            | 34  | 15 | 9  | 10 | 053:400 | +13   | 54     |
| 5.  | Vartaş Elazığspor          | 34  | 13 | 13 | 8  | 045:380 | +7    | 52     |
| 6.  | Balıkesirspor (A)          | 34  | 13 | 13 | 8  | 040:290 | +11   | 52     |
| 7.  | Giresunspor                | 34  | 14 | 9  | 11 | 049:400 | +9    | 51     |
| 8.  | Gaziantep BB               | 34  | 11 | 15 | 8  | 038:330 | +5    | 48     |
| 9.  | Samsunspor                 | 34  | 13 | 8  | 13 | 045:390 | +6    | 44     |
| 10. | Altınordu Izmir            | 34  | 11 | 11 | 12 | 039:430 | −4    | 44     |
| 11. | Alima Yeni Malatyaspor (N) | 34  | 12 | 7  | 15 | 035:410 | −6    | 43     |
| 12. | Boluspor                   | 34  | 10 | 12 | 12 | 036:460 | −10   | 42     |
| 13. | Göztepe Izmir (N)          | 34  | 9  | 11 | 14 | 038:400 | −2    | 38     |
| 14. | Şanlıurfaspor              | 34  | 10 | 8  | 16 | 034:450 | −11   | 38     |
| 15. | Denizlispor                | 34  | 10 | 9  | 15 | 041:520 | −11   | 36     |
| 16. | 1461 Trabzon (N)           | 34  | 9  | 7  | 18 | 032:530 | −21   | 34     |
| 17. | Kayseri Erciyesspor (A)    | 34  | 8  | 9  | 17 | 035:540 | −19   | 33     |
| 18. | Karşıyaka SK               | 34  | 6  | 9  | 19 | 033:530 | −20   | 27     |

Platzierungskriterien: 1. Punkte – 2. Direkter Vergleich (Punkte, Tordifferenz, geschossene Tore) – 3. Tordifferenz – 4. geschossene Tore

| (A) | Absteiger aus der Süper Lig |
| (N) | Neuling aus der TFF 2. Lig  |

### Kreuztabelle
Die Kreuztabelle stellt die Ergebnisse aller Spiele dieser Saison dar. Die Heimmannschaft ist in der linken Spalte, die Gastmannschaft in der oberen Zeile aufgelistet.
| 2015/16                | Kardemir Karabükspor | Kayseri Erciyesspor | Balıkesirspor | Multigroup Alanyaspor | Adana Demirspor | Samsunspor | Altınordu Izmir | Şanlıurfaspor | Karsiyaka SK | Boluspor | Giresunspor | Vartaş Elazığspor | Gaziantep BB | Adanaspor | Denizlispor | Göztepe Izmir |     | 1461 Trabzon |
| ---------------------- | -------------------- | ------------------- | ------------- | --------------------- | --------------- | ---------- | --------------- | ------------- | ------------ | -------- | ----------- | ----------------- | ------------ | --------- | ----------- | ------------- | --- | ------------ |
| Kardemir Karabükspor   |                      | 1:0                 | 3:0           | 1:1                   | 0:0             | 1:0        | 0:0             | 1:0           | 2:1          | 0:1      | 1:0         | 2:2               | 1:0          | 2:1       | 1:0         | 3:2           | 0:0 | 1:2          |
| Kayseri Erciyesspor    | 0:3                  |                     | 0:1           | 0:3                   | 2:2             | 3:0        | 4:1             | 1:3           | 2:1          | 0:0      | 2:1         | 1:1               | 1:2          | 0:3       | 0:0         | 1:0           | 0:2 | 1:1          |
| Balıkesirspor          | 2:0                  | 3:0                 |               | 1:0                   | 1:2             | 1:0        | 0:0             | 1:0           | 0:0          | 6:0      | 1:1         | 1:1               | 0:0          | 3:3       | 2:1         | 1:1           | 1:0 | 2:1          |
| Multigroup Alanyaspor  | 1:1                  | 2:1                 | 1:1           |                       | 2:2             | 3:2        | 2:0             | 4:0           | 2:2          | 1:0      | 2:0         | 1:1               | 2:0          | 1:2       | 6:0         | 2:0           | 2:0 | 2:1          |
| Adana Demirspor        | 1:3                  | 1:2                 | 2:2           | 1:1                   |                 | 1:0        | 5:2             | 2:0           | 2:0          | 1:0      | 2:3         | 2:1               | 1:2          | 2:0       | 0:2         | 2:1           | 1:1 | 3:1          |
| Samsunspor             | 0:0                  | 0:0                 | 0:2           | 5:1                   | 3:3             |            | 1:2             | 2:0           | 1:2          | 3:0      | 0:2         | 2:1               | 0:0          | 2:1       | 2:1         | 2:1           | 0:0 | 3:0          |
| Altınordu Izmir        | 0:0                  | 4:2                 | 0:0           | 3:1                   | 0:0             | 0:4        |                 | 0:0           | 3:1          | 0:2      | 1:2         | 1:0               | 0:0          | 1:2       | 2:0         | 1:0           | 0:1 | 0:1          |
| Şanlıurfaspor          | 1:2                  | 2:1                 | 2:0           | 0:2                   | 2:0             | 2:3        | 2:1             |               | 1:0          | 2:2      | 1:0         | 1:1               | 1:0          | 0:0       | 1:0         | 1:1           | 0:2 | 1:1          |
| Karsiyaka SK           | 0:2                  | 1:3                 | 1:0           | 2:2                   | 1:2             | 2:2        | 0:1             | 1:0           |              | 1:1      | 2:1         | 2:0               | 1:1          | 2:3       | 1:3         | 1:0           | 0:1 | 2:3          |
| Boluspor               | 0:1                  | 1:1                 | 1:2           | 0:2                   | 1:0             | 0:2        | 1:1             | 4:2           | 1:1          |          | 2:1         | 0:0               | 1:1          | 1:2       | 3:1         | 1:3           | 3:1 | 1:0          |
| Giresunspor            | 2:3                  | 3:3                 | 2:1           | 2:2                   | 1:0             | 2:0        | 1:0             | 3:1           | 3:1          | 5:1      |             | 2:2               | 0:0          | 1:0       | 2:2         | 3:1           | 1:2 | 1:0          |
| Vartaş Elazığspor      | 2:1                  | 2:0                 | 2:1           | 1:0                   | 1:0             | 1:2        | 3:2             | 2:1           | 2:0          | 0:0      | 1:1         |                   | 1:1          | 1:1       | 3:1         | 1:1           | 0:3 | 2:0          |
| Gaziantep BB           | 1:1                  | 2:0                 | 1:2           | 2:3                   | 0:2             | 2:1        | 1:1             | 1:1           | 1:0          | 2:2      | 0:0         | 2:0               |              | 1:2       | 2:2         | 0:0           | 0:0 | 2:1          |
| Adanaspor              | 3:0                  | 3:1                 | 1:0           | 0:2                   | 1:0             | 2:1        | 1:4             | 3:2           | 1:0          | 1:2      | 1:0         | 0:1               | 1:0          |           | 2:1         | 0:2           | 2:0 | 4:0          |
| Denizlispor            | 1:1                  | 0:2                 | 1:1           | 2:0                   | 1:1             | 0:0        | 2:2             | 0:2           | 0:0          | 3:1      | 2:0         | 0:4               | 2:5          | 0:2       |             | 1:2           | 2:0 | 4:1          |
| Göztepe Izmir          | 1:2                  | 2:0                 | 1:1           | 1:1                   | 1:3             | 2:0        | 2:2             | 1:1           | 2:0          | 0:0      | 0:1         | 2:2               | 1:2          | 0:0       | 0:1         |               | 3:1 | 1:0          |
| Alima Yeni Malatyaspor | 1:0                  | 3:1                 | 1:0           | 2:1                   | 1:3             | 0:0        | 0:1             | 2:1           | 3:3          | 1:3      | 2:1         | 1:2               | 0:1          | 1:1       | 1:2         | 1:3           |     | 0:1          |
| 1461 Trabzon           | 1:1                  | 0:0                 | 0:0           | 1:2                   | 1:4             | 1:2        | 1:3             | 1:0           | 2:1          | 0:0      | 1:1         | 3:1               | 1:2          | 1:2       | 0:3         | 2:0           | 2:1 |              |

### Torschützenliste
Der Türkische Fußballverband (TFF) berücksichtigt jene Tore die in der Play-off-Phase der Saison erzielt wurden, nicht in der Torschützenliste.
| Pl. | Nat.             | Spieler        | Verein                | Tore |
| --- | ---------------- | -------------- | --------------------- | ---- |
| 1.  | Beniner Franzose | Mickaël Poté   | Adana Demirspor       | 20   |
| 2.  | Brasilien        | Leandrinho     | Denizlispor           | 17   |
| 2.  | Albanien         | Vedat Muriqi   | Giresunspor           | 17   |
| 4.  | Togo             | Jonathan Ayité | Multigroup Alanyaspor | 13   |
| 4.  | Turkei           | Burak Çalık    | Adana Demirspor       | 13   |
| 6.  | Turkei           | Tayfur Bingöl  | Multigroup Alanyaspor | 12   |
| 6.  | Portugal         | Edinho         | Şanlıurfaspor         | 12   |
| 6.  | Niederlande      | Género Zeefuik | Balıkesirspor         | 12   |

## Play-offs
Halbfinale
- Hinspiele: 19. Mai 2016
- Rückspiele: 23. Mai 2016

|                   | Gesamt    |                       | Hinspiel | Rückspiel |
| ----------------- | --------- | --------------------- | -------- | --------- |
| Balıkesirspor     | 0:1       | Multigroup Alanyaspor | 0:0      | 0:1       |
| Vartaş Elazığspor | (a)4:4(a) | Adana Demirspor       | 3:2      | 1:2       |

Finale
| Multigroup Alanyaspor                                       | Multigroup Alanyaspor | Adana Demirspor | Adana Demirspor |
| ----------------------------------------------------------- | --- | --- | --------------- |
| Multigroup Alanyaspor                                       | \| Relegations-Finale \| \| 27. Mai 2016 um 18:00 Uhr in Konya (Konya Büyükşehir Stadı) \| \| Ergebnis: 1:1 n. V.(1:1, 1:1), 4:2 i. E. \| \| Schiedsrichter: Bülent Yıldırım (Ankara) \| \| Spielbericht \|                                | \| Relegations-Finale \| \| 27. Mai 2016 um 18:00 Uhr in Konya (Konya Büyükşehir Stadı) \| \| Ergebnis: 1:1 n. V.(1:1, 1:1), 4:2 i. E. \| \| Schiedsrichter: Bülent Yıldırım (Ankara) \| \| Spielbericht \|                                             | Adana Demirspor |
| Multigroup Alanyaspor                                       | Haydar Yılmaz – Nuru Sulley (75. Ahmet Kesim), Yasin Palaz, Sezer Özmen, Deniz Vural (75. Barış Örücü) – Emre Akbaba, Galip Güzel, Özgür Çek, Tayfur Bingöl, Jonathan Ayité (59. Slavko Perović) – Sinan Özkan Cheftrainer: Hüseyin Kalpar | Fevzi Elmas – Joseph Attamah (110. Abdülkadir Özgen), Ahmet Burak Solakel, Barış Başdaş, Onur Akbay – Murat Akyüz, Anıl Taşdemir (46. Kenan Özer), Tiago Bezerra, Ibrahim Moro, Mickaël Poté – Burak Çalık (85. Hüseyin Kala) Cheftrainer: Yılmaz Vural | Adana Demirspor |
| Multigroup Alanyaspor                                       | 1:1 Emre Akbaba (37.) | 0:1 Mickaël Poté (8.) | Adana Demirspor |
| Multigroup Alanyaspor                                       | Sinan Özkan (14.), Özgür Çek (18.), Galip Güzel (67.), Emre Akbaba (102.) | Kenan Özer (67.), Ahmet Burak Solakel (90.) | Adana Demirspor |
| Multigroup Alanyaspor                                       | Alanyaspor ist durch diesen Sieg in die Süper Lig aufgestiegen. | | Adana Demirspor |
| Relegations-Finale                                          | | |                 |
| 27. Mai 2016 um 18:00 Uhr in Konya (Konya Büyükşehir Stadı) | | |                 |
| Ergebnis: 1:1 n. V.(1:1, 1:1), 4:2 i. E.                    | | |                 |
| Schiedsrichter: Bülent Yıldırım (Ankara)                    | | |                 |
| Spielbericht                                                | | |                 |

## Trainer
| Verein          | Trainer          | im Amt seit  |
| --------------- | ---------------- | ------------ |
| 1461 Trabzon    | Hamdi Zıvalıoğlu | 1. Spieltag  |
| Adanaspor       | Engin İpekoğlu   | 12. Spieltag |
| Adana Demirspor | Osman Özköylü    | 1. Spieltag  |
| Alanyaspor      | Hüseyin Kalpar   | 8. Spieltag  |
| Altınordu Izmir | Hüseyin Eroğlu   | 1. Spieltag  |
| Balıkesirspor   | Fikret Yılmaz    | 12. Spieltag |
| Boluspor        | Cüneyt Karakuş   | 6. Spieltag  |
| Denizlispor     | Ali Yalçın       | 12. Spieltag |
| Elazığspor      | vakant           | 18. Spieltag |

| Verein               | Trainer         | im Amt seit  |
| -------------------- | --------------- | ------------ |
| Gaziantep BB         | Bayram Bektaş   | 15. Spieltag |
| Giresunspor          | Erkan Sözeri    | 9. Spieltag  |
| Göztepe Izmir        | Metin Diyadin   | 1. Spieltag  |
| Kardemir Karabükspor | Yücel İldiz     | 18. Spieltag |
| Karşıyaka SK         | Hüseyin Hamamcı | 16. Spieltag |
| Kayseri Erciyesspor  | Timuçin Bayazıt | 8. Spieltag  |
| Samsunspor           | Ümit Özat       | 1. Spieltag  |
| Şanlıurfaspor        | Tugay Kerimoğlu | 13. Spieltag |
| Yeni Malatyaspor     | İrfan Buz       | 8. Spieltag  |

### Trainerwechsel vor der Saison
| Verein               | Trainer        | Grund             | Datum           | Nachfolger        |
| -------------------- | -------------- | ----------------- | --------------- | ----------------- |
| Yeni Malatyaspor     | Feyyaz Uçar    | Vertragsende      | 31. Mai 2015    | Yücel İldiz       |
| Samsunspor           | Erhan Altın    | Vertragsende      | 10. August 2015 | Ümit Özat         |
| Giresunspor          | Erkan Sözeri   | Vertragsende      | 12. August 2015 | Sefer Yılmaz      |
| Balıkesirspor        | Cihat Arslan   | Vertragsende      | 31. Mai 2015    | Erkan Sözeri      |
| Adana Demirspor      | Ünal Karaman   | Vertragsende      | 31. Mai 2015    | Samet Aybaba      |
| Karşıyaka SK         | Rıza Tuyuran   | Vertragsende      | 31. Mai 2015    | Cüneyt Dumlupınar |
| Alanyaspor           | Hüseyin Kalpar | Vertragsende      | 18. Juni 2015   | Erhan Altın       |
| Kardemir Karabükspor | Yılmaz Vural   | Vertragsende      | 18. Juni 2015   | Hüseyin Kalpar    |
| Şanlıurfaspor        | Osman Özköylü  | Vertragsauflösung | 13. Juli 2015   | Engin Korukır     |
| Kayseri Erciyesspor  | Fatih Tekke    | Vertragsende      | 31. Mai 2015    | Alaaddin Demirözü |
| Boluspor             | Reha Erginer   | Vertragsende      | 3. August 2015  | Özcan Bizati      |
| Adana Demirspor      | Samet Aybaba   | Vertragsauflösung | 3. August 2015  | Osman Özköylü     |

### Trainerwechsel während der Saison
| Verein               | Trainer           | Grund             | Datum              | Nachfolger      |
| -------------------- | ----------------- | ----------------- | ------------------ | --------------- |
| Boluspor             | Özcan Bizati      | Vertragsauflösung | 21. September 2015 | Cüneyt Karakuş  |
| Şanlıurfaspor        | Engin Korukır     | Vertragsauflösung | 25. September 2015 | Hüseyin Dağ     |
| Karşıyaka SK         | Cüneyt Dumlupınar | Vertragsauflösung | 1. Oktober 2015    | Kemal Özdeş     |
| Kardemir Karabükspor | Hüseyin Kalpar    | Vertragsauflösung | 7. Oktober 2015    | Elvir Baljić    |
| Alanyaspor           | Erhan Altın       | Vertragsauflösung | 30. September 2015 | Mustafa Comunak |
| Alanyaspor           | Mustafa Comunak   | Interimslösung    | 8. Oktober 2015    | Hüseyin Kalpar  |
| Kayseri Erciyesspor  | Alaaddin Demirözü | Vertragsauflösung | 9. Oktober 2015    | Timuçin Bayazıt |
| Yeni Malatyaspor     | Yücel İldiz       | Vertragsauflösung | 14. Oktober 2015   | İrfan Buz       |
| Giresunspor          | Sefer Yılmaz      | Vertragsauflösung | 20. Oktober 2015   | Erkan Sözeri    |
| Denizlispor          | Mehmet Altıparmak | Vertragsauflösung | 10. November 2015  | Ali Yalçın      |
| Denizlispor          | Ali Yalçın        | Rücktritt         | 14. Februar 2016   | Koray Palaz     |
| Balıkesirspor        | Erkan Sözeri      | Vertragsauflösung | 5. Oktober 2015    | Muhammed Yılmaz |
| Balıkesirspor        | Muhammed Yılmaz   | Interimslösung    | 12. November 2015  | Fikret Yılmaz   |
| Adanaspor            | Eyüp Arın         | Vertragsauflösung | 14. November 2015  | Engin İpekoğlu  |
| Elazığspor           | Bayram Bektaş     | Vertragsauflösung | 19. November 2015  | İbrahim Üzülmez |
| Şanlıurfaspor        | Hüseyin Dağ       | Vertragsauflösung | 27. November 2015  | Tugay Kerimoğlu |
| Gaziantep BB         | Hakan Kutlu       | Vertragsauflösung | 7. Dezember 2015   | Bayram Bektaş   |
| Karşıyaka SK         | Kemal Özdeş       | Vertragsauflösung | 14. Dezember 2015  | Hüseyin Hamamcı |
| Kardemir Karabükspor | Elvir Baljić      | Rücktritt         | 22. Dezember 2015  | Levent Açıkgöz  |
| Kardemir Karabükspor | Levent Açıkgöz    | Interimslösung    | 30. Dezember 2015  | Yücel İldiz     |
| Elazığspor           | İbrahim Üzülmez   | Rücktritt         | 28. Dezember 2015  | vakant          |

## Die Meistermannschaft von Adanaspor
| 1. | Adanaspor |
| -- | --- |
|    | - Tor: Mert Akyüz (31 Spiel/kein Tor); İrfan Can Eğribayat (1/-); Fırat Kocaoğlu (1/-) - Abwehr: Didi (32/-); Merthan Açıl (28/2); Emre Uğur Uruç (26/2); Canberk Dilaver (25/1); Fahri Akyol (15/-); Yakup Demir (9/-); Mehmet Sedef (12/-); Yiğitcan Gölboyu (3/-); Atakan Ekiz (-/-) - Mittelfeld: Nduka Ozokwo (30/6); Mustafa Samican Keskin (30/5); Tevfik Altındağ (26/2); Renan Foguinho (24/6); Mehmet Sak (21/2); Cem Özdemir (15/1); Hakan Yılmaz (7/-); Ahmet Bahçıvan (4/-); Oğuzhan Türk (6/-); Yusuf Fırat Kaplan (-/-); Burak Yıldır (-/-); Mahmut Temür (13/2)1; Olcay Turhan (3/-)1; Özgür Öçal (3/-)1 - Angriff: Magaye Gueye (29/7); Ergin Keleş (22/10); Ahmet Dereli (21/1); Uche Kalu (14/5); Ronieli (6/-)1 - Trainer: Engin İpekoğlu 1Mahmut Temür, Olcay Turhan, Özgür Öçal und Ronieli bestritten nur die erste Saisonhälfte für Adanaspor |